# Campodorus meridionalis
Campodorus meridionalis là một loài tò vò trong họ Ichneumonidae.